# Неллібург (Міссісіпі)
Неллібург (англ. Nellieburg) — переписна місцевість (CDP) в США, в окрузі Лодердейл штату Міссісіпі. Населення — 1316 осіб (2020).

## Географія
Неллібург розташований за координатами 32°23′50″ пн. ш. 88°46′57″ зх. д. / 32.39722° пн. ш. 88.78250° зх. д. (32.397163, -88.782554).  За даними Бюро перепису населення США в 2010 році переписна місцевість мала площу 18,48 км², з яких 18,38 км² — суходіл та 0,10 км² — водойми.

## Демографія
Згідно з переписом 2010 року, у переписній місцевості мешкало 1414 осіб у 517 домогосподарствах у складі 363 родин. Густота населення становила 77 осіб/км².  Було 566 помешкань (31/км²).
Расовий склад населення:
| - 77,9 % — білих - 20,9 % — чорних або афроамериканців - 0,6 % — азіатів - 0,1 % — корінних американців |

До двох чи більше рас належало 0,6 %. Частка іспаномовних становила 0,4 % від усіх жителів.
За віковим діапазоном населення розподілялося таким чином: 16,5 % — особи молодші 18 років, 57,1 % — особи у віці 18—64 років, 26,4 % — особи у віці 65 років та старші. Медіана віку мешканця становила 49,9 року. На 100 осіб жіночої статі у переписній місцевості припадало 81,3 чоловіків;  на 100 жінок у віці від 18 років та старших — 80,9 чоловіків також старших 18 років.
За межею бідності перебувало 8,5 % осіб, у тому числі 0,0 % дітей у віці до 18 років та 5,9 % осіб у віці 65 років та старших.
Цивільне працевлаштоване населення становило 464 особи. Основні галузі зайнятості: освіта, охорона здоров'я та соціальна допомога — 45,0 %, фінанси, страхування та нерухомість — 12,7 %, мистецтво, розваги та відпочинок — 11,2 %, виробництво — 9,9 %.